# All for You (песня Джанет Джексон)
«All for You» — песня, записанная американской певицей Джанет Джексон для её седьмого одноимённого студийного альбома. Спродюсированная давними музыкальными партнёрами исполнительницы Джимми Джемом и Терри Льюисом, композиция была выпущена, как второй сингл из альбома 6 марта 2001 года и сразу установила рекорд, когда, в тот же день, была добавлена в плейлисты всех радиостанций США, вещающих в четырёх самых популярных форматах.
Композиция была основана на семпле из популярной в Великобритании песни «The Glow of Love» (1980) группы Change.
«All for You» возглавляла Billboard Hot 100 семь недель подряд и стала вторым по успешности синглом в карьере Джексон, после «That’s the Way Love Goes». Песня имела схожий успех по всему миру, попав в топ-5 чартов Великобритании, Австралии, Франции, Канады, Новой Зеландии и Италии.
Композиция получила награду BMI: Urban Awards 2002 года в категории «Песня года». На 44-й церемонии «Грэмми», «All for You» получила награду в категории «Лучшая танцевальная запись».

## Реакция критики
| Оценки критиков      | Оценки критиков |
| Источник             | Оценка          |
| -------------------- | --------------- |
| Billboard            | (положительная) |
| Entertainment Weekly | B-              |
| New Musical Express  | (смешанная)     |

Критик журнала Billboard Чак Тейлор дал композиции позитивную оценку и писал, что можно было только догадываться, что происходило в студии между Джимми Джемом, Терри Льюисом и Джексон, но песня «фактически излучала солнечный свет», а исполнение певицы в очередной раз оказалось раскованным и вдохновенным. Отметив, что «All for You» установила рекорд, попав в эфир на все типы радиостанций США (вопреки тренду на современный ритм-н-блюз), автор посчитал, что она определённо станет летним национальным гимном и легко возглавит чарты. Тимоти Марк из New Musical Express дал песне смешанную оценку. Автор посчитал, что «All for You» написана о сексе и писал, что «этот сингл — призыв ко всем мужчинам. „Вперёд, мужчины!, — говорит [Джексон], — Пригласите меня на свидание — и будет секс!“». Критик иронично заметил, что исполнительница научилась делать захватывающие поп-песни, но она ничего не знает о мужчинах, завершив рецензию словами, что если бы она предложила предполагаемому партнёру чашку с чипсами, то её ночи не были бы такими одинокими.
Девид Брауни из Entertainment Weekly поставил песне среднюю оценку, отметив, что «All for You» оказалась отличной танцевальной записью, с претензией на возврат в строй олд-скульного диско. Однако, критик посчитал, что хотя песня и была хорошо «упакована», она оказалась неглубокой эмоционально.

## Список композиций
| Australian CD single (7243 8 97487 2 7) 1. «All for You» (Radio Edit) — 4:24 2. «All for You» (DJ Quik Remix) — 4:06 3. «All for You» (Thunderpuss Club Mix) — 10:28 4. «All for You» (Rock Mix) — 7:20 5. «All for You» (Top Heavy Mix) — 4:06 European promo CD single (VSCDJ1801) 1. «All for You» (Radio Edit) — 4:23 UK CD maxi single (7243 8 97487 0 3) 1. «All for You» (Radio Edit) — 4:24 2. «All for You» (Top Heavy Mix) — 4:06 3. «All for You» (Thunderpuss Club Mix) — 10:28 4. «All for You» (Video) U.S. promo CD single (DPRO-16172) 1. «All for You» (Radio Edit) — 4:23 2. «I Get Lonely» — 5:17 U.S. CD single (V25D97522) 1. «All for You» (Radio Edit) — 4:23 2. «All for You» (Video Mix) — 4:33 French CD single (7243897488-2) 1. «All for You» (Radio Edit) — 4:23 2. «All for You» (Top Heavy Remix) — 4:06 Japanese promo CD single (JJ-0001) 1. «All for You» (Radio Edit) — 4:23 Taiwanese CD single (724389748727) 1. «All for You» (Radio Edit) — 4:23 2. «All for You» (DJ Quik Remix) — 4:29 3. «All for You» (Thunderpuss Club Mix) — 10:28 4. «All for You» (Rock Mix) — 7:20 5. «All for You» (Top Heavy Remix) — 4:06 | UK double 12" promo single (VSTDJX 1801) - A. «All for You» (Thunderpuss Club Mix) — 10:28 - B. «All for You» (Thunderdub) — 10:31 - C. «All for You» (Original Version) — 6:31 - D. «All for You» (Thunderpuss Drumapella) — 6:48 UK 12" single (VST1801) / European 12" single (7243 8 97487 6 5) - A. «All for You» (Thunderpuss Club Mix) — 10:28 - B1. «All for You» (Top Heavy Remix) — 4:06 - B2. «All for You» (Radio Edit) — 4:24 European 12" promo single (VSTDJY 1801) - Side A: - A1. «All for You» (Top Heavy Remix) — 4:06 - A2. «All for You» (Top Heavy Remix Instrumental) — 4:05 - B1. «All for You» (Rock Mix) — 7:20 - B2. «All for You» — 6:31 U.S. 12" single (7243 8 97522 1 2) 1. «All for You» (Thunderpuss Club Mix) — 10:28 2. «All for You» (Album Version) — 6:31 3. «All for You» (DJ Quik Remix) — 4:29 4. «All for You» (Top Heavy Mix) — 4:06 5. «All for You» (Rock Mix) — 7:20 U.S. 12" promo remix single (SPRO-16157) / U.S. 12" remix single (7087 6 16157 1 5) - Side A: 1. «All for You» (DJ Quik Remix) — 4:29 2. «All for You» (Radio Mix) — 7:20 3. «All for You» (Top Heavy Remix) — 4:06 - Side B: 1. «All for You» (DJ Quik Remix Instrumental) — 4:29 2. «All for You» (Instrumental Rock Mix) — 7:21 3. «All for You» (Top Heavy Remix Instrumental) — 4:05 U.S. double 12" promo single (SPRO-16155) - A1. «All for You» (Thunderpuss Club Mix) — 10:28 - A2. «All for You» (Radio Mix) — 4:23 - B1. «All for You» (Change It Up Mix) — 10:35 - B2. «All for You» (Change It Up Radio Mix) — 3:47 - C1. «All for You» (Album Version) — 6:31 - C2. «All for You» (ThunderDUB) — 10:31 - D1. «All for You» (Instrumental) — 6:31 - D2. «All for You» (Change It Up Dub) — 7:19 U.S. 12" promo single (SPRO-16153) - A. «All for You» (Album Version) — 6:31 - B. «All for You» (Instrumental) — 6:31 |

## Чарты и сертификации
| Чарт (2001)                          | Высшая позиция |
| ------------------------------------ | -------------- |
| Argentine Singles Chart              | 17             |
| Australian Singles Chart             | 5              |
| Austrian Singles Chart               | 30             |
| Belgian Singles Chart (Flanders)     | 8              |
| Belgian Singles Chart (Wallonia)     | 9              |
| Canadian Singles Chart               | 1              |
| Danish Singles Chart                 | 10             |
| Dutch Top 40                         | 5              |
| European Hot 100 Singles             | 3              |
| Finnish Singles Chart                | 5              |
| French Singles Chart                 | 3              |
| German Singles Chart                 | 16             |
| Irish Singles Chart                  | 15             |
| Italian Singles Chart                | 1              |
| New Zealand Singles Chart            | 2              |
| Norwegian Singles Chart              | 12             |
| Swedish Singles Chart                | 13             |
| Swiss Singles Chart                  | 7              |
| UK Singles Chart                     | 3              |
| U.S. Billboard Hot 100               | 1              |
| U.S. Billboard Hot R&B/Hip-Hop Songs | 1              |
| U.S. Billboard Hot Dance Club Play   | 1              |

| Чарт (2001)              | Позиция |
| ------------------------ | ------- |
| U.S. Billboard Hot 100   | 3       |
| Australian Singles Chart | 56      |
| French Singles Chart     | 39      |

| Чарт (2000—2009)       | Позиция |
| ---------------------- | ------- |
| U.S. Billboard Hot 100 | 65      |

| Country     | Certifier | Certification | Sales   |
| ----------- | --------- | ------------- | ------- |
| Australia   | ARIA      | Platinum      | 70,000  |
| France      | SNEP      | Platinum      | 300,000 |
| New Zealand | RIANZ     | Gold          | 7,500   |